# EX!
『EX!』（エクス）は、織田兄第による日本のライトノベル。イラストはうきが担当している。GA文庫（SBクリエイティブ）より2007年2月から2012年6月まで刊行された。

## あらすじ
最強の変身ヒーローであった父と悪の女幹部であった母を持つ少年、大和一哉は、両親から受け継いだ力を普通の学校ではセーブし続けなければならない事に歯痒さを感じていた。そんな一哉のために母・ミスラは力を完全に発揮してもよい学校を紹介する。一哉は喜んでそこに転入した。しかし、「聖クレス学園」という名のその学校は、改造人間を育てる「元悪の養成機関」だった。

## キャラクター
※声はドラマCD版のもの。

### 主人公とその同級生
大和一哉（やまと かずや）
声 - 鈴村健一
本編の主人公。元最強ヒーロー・陽介と、元悪の大幹部・ミスラの息子。
正義感の強い熱血漢な少年。転入当初は聖クレス学園に戸惑うものの次第に打ち解けていき、仲間として守りたいと思う様になっていく。
父からの遺伝でエクスターに変身可能で、「エクスターブレイブ」と名乗る。悪の大幹部だったミスラの子でもある事から、ボディカラーは通常のエクスターではありえない赤と黒で、耐久力と脚力に優れる。変身後の口上は「心に太陽当ててるか？」で、これは父である陽介から受け継いだもの。同様にかつて陽介が使っていた技《対消滅》も使える。怒りなどの感情が高まると、ボディの赤い部分が黒く染まる。この状態を「フォールダウン」と呼び、発動中は各能力が向上し、黒い炎を身にまとうことで傷を回復することができる。
多奈内由良（たなうち ゆら）
声 - 阿澄佳奈
数少ない蜘蛛をアーキタイプに持つリゼンブラの少女。
気弱な所はあるが意思の強い性格。転校してきた一哉の案内役を勤めた事が切っ掛けで、共に行動する事が多くなる。慌てん坊な所があり、混乱が極地に達すると尻から大量の糸を噴出してしまう癖がある（それは「オモラシ」と呼ばれる）。最近、一哉に淡い想いを寄せつつある。
作り出す極細の糸は「マルチプルウェブ」と呼ばれる情報収集能力で、巻き付いた相手の会話や生態情報を感知出来る。学校からは成長が止まっており、エクステンドは纏えないと診断されているが、記憶が戻った時はエクステンドし、人を殺すのをためらわない性格になる。
姉を探している。
和恵理子（かず えりこ）
声 - 関山美沙紀
由良の友人。ガゼルをアーキタイプに持つリゼンブラの少女。
明朗快活な性格で、友人を大事に思うタイプ。アーキタイプの関係から非常に健脚で、一年生ながら『走力』の授業ではトップクラスの実力を誇る。量子との出会いを切っ掛けに、エクステンドが使用可能になる。
いまでは量子との追いかけっこが日課になっている。
八神龍司（やがみ りゅうじ）
声 - 森久保祥太郎
竜という稀少なアーキタイプを持つリゼンブラの少年。
ナルシストかつ調子に乗り易い性格で、生まれた時からエクステンドを纏える事もあって、当初は一哉や涼原を見下していた。だが一哉がエクスターに変身した後はへりくだり、自ら腰巾着となりついて回る様になった。その事で周囲の目は変わったが、龍司自身は次第に良い方向へと変わりつつある。
エクステンドは竜を模したもので、背中や両肩の突起を射出する百発百中の遠距離攻撃「ドラゴニックスプレッダー」が得意技だが、威力が低く一哉クラスになると全く効かない。
相摩量子（そうま りょうこ）
一哉達のクラスに転入してきた少女。一哉の幼馴染みで、数年振りに再会した。
ロークラスを自称したが、その正体は《協会》から聖クレス学園を調査すべく送り込まれたエクスター、エクスターグラヴィティ。朝倉零とは長年ペアを組んでいる。幼い頃は気弱だったが一哉と別れている間に力をつけ、今は勝ち気で天真爛漫な性格となっている。一哉を一途に想い、同じ想いの由良をそれとなくライバル視している。
変身後の姿であるエクスターグラヴィティは、その名の通り重力を操る能力を持っている。口上は「我が手に宿るは惑星の力」。

### 聖クレス学園の上級生
涼原太一（すずはら たいち）
在学生の中でも特に力の弱い少年。ロークラス未満のスレイヴと呼ばれる。
その外見や性格、加えて「無意識に嘘をつく」という謎の癖を持つ事から、アーキタイプを持つ生徒のみならずロークラスの生徒からもいじめを受けていた。それを見かねた一哉の救済を受けた事から、一哉に対して興味を持つようになる（一哉の能力も要因の一つ）。その正体は「リメイカー」と呼ばれる、過去の戦いの末期に造られた対エクスター戦用の改造人間。相手の記憶を改竄し、それが真実だと思い込ませる能力を隠し持つ。しかしこれ以外にも隠された能力と身分を持っているらしい。
実は、シスターヘラとマスターエクゼリオの遺伝子を使って人工的に作られたNEXT。彼自身は、シスターヘラを「母様」と呼び慕っているが、拒絶されている。
周防比夜（すおう ひよ）
声 - 相橋愛子
現聖クレス学園の生徒会会長。「ポイズン・スリー」の異名を持つ一人で蠍をアーキタイプに持ち、在校生最強の実力を持つ少女。
黒髪の綺麗な日本美人。その殆どを幼馴染みの美尋と行動を共にしている。過去の戦いでは幾度となくエクスターを返り討ちにした実力者の娘で、その事もあり、今でこそ清楚で大人びた性格だが、小さい頃は他者との会話がまともに成立しない程自己中心的な性格だったらしい。一哉に好意を抱いている。
蠍型のエクステンドは両腕に鋏、背中から伸びる尾があり、先端には連続で射出可能な針を持っている。針には毒が付与されており、その性質は比夜の判断で変えられる模様。『共鳴源』を持つ事から《神の視点》が搭載され、それを完成させるよう強要されている。だがその完成には美尋の犠牲が必要であり、比夜本人はそれを拒んでいる。しかし蔵方と一哉の奮闘を経て、「美尋も『共鳴源』となる」という形で解決した。
千路美尋（せんじ みひろ）
声 - 東條加那子
現聖クレス学園の会長補佐。「ポイズン・スリー」の異名を持つ一人で百足をアーキタイプに持つ、眼鏡をかけた長身の少女。
比夜をこよなく愛し、行動の殆どを共にしている。非常に寡黙で、喋る事はめったに無いが、幼い頃はよく笑う明るい性格だったらしい。やや過剰な妄想癖があり、青いカバーの日記を愛読している。比夜が好意を抱く一哉の事をとても嫌っている。しかし彼の父親である陽介が書く小説の熱狂的ファンであり、それを知って一哉にサインを貰えるよう頼み込んだりもした。
百足を模したエクステンドは鎖状の刀剣を装備しており、それを自在に操って戦う。また、普通の鎖ならば人間形態でも作り出せる。比夜の《神の視点》を完成させる為に《共有》しており、《神の視点》発動中は意識を失い、次第に生命力を衰えさせていく宿命にある。またその関係で視力や快活さが失われ、現在に至っている。だがそれも「美尋も『共鳴源』となる」という形で解決した。
峰音十季子（ほうね ときこ）
声 - 今井由香
現聖クレス学園の生徒会副会長。「ポイズン・スリー」の異名を持つ一人で蜂をアーキタイプに持ち、学園でもトップクラスの戦闘力を持つ少女。
自他に対して極度に厳しい性格だが、時折愛らしい面も見せる。その実力から一哉の戦闘技術を指導する事となり、後は羽月と共に一哉を鍛える。金髪を立て巻きロールにしており、語尾に「〜ですわ」をつける典型的なお嬢様キャラ。弟子ともいうべき存在である一哉に対し、いつしか想いを寄せるようになった。
エクステンドは蜂を模しており、瞬間移動じみた速度と、腕に備えた鋭い針を武器に戦う。一哉を教導する間に、彼を補佐すべく『光の力場』を習得した。
古森羽月（こもり はづき）
声 - 来住沙耶香
在校生でありながら《イージス》の一員として、戦闘の最前線で働いていた少女。蝙蝠をアーキタイプに持つ。
我の強い唯我独尊な性格だが、周囲に気遣いを見せる人の良い一面を持つ。三年生だがかなりの幼児体型で、本人もかなり気にしている。菓子をこよなく愛する。当初はエクスターである一哉を嫌っていたが、後に戦闘技術の指導を買って出る。その事もあって十季子とは喧嘩友達の様な間柄。蝙蝠のアーキタイプを持つ事から音に対して非常に鋭敏であり、音によって目では見えない物も察知出来る。涼原の正体を知る数少ない人物。
蝙蝠を模したエクステンドは飛行能力を持ち、また超音波によってエクスターの変身フレーズを相殺し、戦闘力を減衰させる技を持つ。また波津斗から攻撃力を高める《光の力場》を学んでいる。よく一哉をサポートする時に使っている《光の力場》は波津斗に最後に教えてもらった《スパイラルコーン》強力な技だが逆に羽月自身が使うには反動が強すぎる。
安生、蛍原と「甘いモノは正義☆同盟」を結成している。
安生朋（あんじょう とも）
ウェイトリフティングにおいて優れた成績を持つ少女。慈善活動にも率先して取り組んでいる。
やや気弱だが朗らかで温和な性格をしており、長い八重歯が特徴。アーキタイプは蟻で、エクステンドを装着する事が出来る。
羽月、蛍原と「甘いモノは正義☆同盟」を結成している。
蛍原純（ほとはら　じゅん）
自称・語調合併症でセリフの語尾が頻繁に変化する。アーキタイプは蛍で実際にお尻が発光する。エクステンドは可能だが苦手らしい。
羽月、安生と「甘いモノは正義☆同盟」を結成している。
多奈内由真（たなうち　ゆま）
由良の姉で十季子以前に「ポイズン・スリー」の一角を担っていたが、NYXに拉致され、ドクターグレイの手でさらなる改造と洗脳を施されて。NEXTをクローン量産する『母体』とされていた。
姉と言っても実は双子。由良の方が潜在能力値が高かった為、育成プログラムのテストケースとして先行して育てられた。

### 聖クレス学園の教員
日向真純（ひゅうが ますみ）
一哉達のクラスの担任で、『走力』を担当授業とする女性教師。
この上なく自堕落かつ怠慢な性格で、その仕事ぶりは非常にいい加減。だが恵理子が目標とする程の俊速を持っているらしい。シスターヘラの訓示を翻訳出来る唯一の存在。
月嶋（つきしま）
一哉が入学した為に発生した通学バスの運転手。
禿頭にサングラスをした強面の巨漢で、事実口調も荒いのだがそこには有り余る優しさが滲んでおり、『学園一のツンデレ』と影で囁かれている。実は瓜二つの兄弟であり、兄は学年主任で、弟の方が正式な運転手。しかし兄の方が運転が得意らしい。弟はよくエンストを起こす。
兄が禿げている為、弟の方は毎日カミソリあてて剃っている。
瀬似亜サラ（せにあ さら）
聖クレス学園の保健教諭。サラセニアをアーキタイプに持つ美女。
やたらと色っぽい容姿と性格で、男子生徒の憧れの的。その魅惑はアーキタイプに寄る所もあり、体は相手を籠絡するフェロモンを放っているとの事。また舌や指先で触れた相手の情報を読み取る能力も持ち、在校生全ての身体情報を把握している。
シスターヘラ
聖クレス学園の最高責任者。しかしその姿を見た者は誰もいない。
学生達に訓示を授けるが、それは意味不明な鳴き声(?)を放送するだけで、その内容は日向真純にしか翻訳出来ない。
実は過去に重傷（と言うよりほとんど死亡レベルの損傷）を負い、アレス本部内で肉体を再生以後眠り続けていた。本部内での実験体暴走が切っ掛けで目覚める。
技術的なモノか何らかの要因か不明だが肉体年齢は十歳児程度に留まっており、その影響か精神年齢も下がっている。縁日で一哉に取って貰ったウサギのぬいぐるみがお気に入り。
その本領は戦闘ではなく指揮・統括能力で《言魂 》と言われる暗示で改造人間のモチベーションをコントロールする事が出来る。
涼村太一の遺伝子上の母親であるが、交配実験によって生み出された彼を息子と認めていない。
小武羅重郎太（こむら じゅうろうた）
学園食堂に勤める調理師でデザートを担当。HERA健在の時期には歴戦の勇士として生き延び、組織崩壊以後は自給自足の生活を続けながら平穏に暮らしていた。
だが、NYXのプロパガンダ用のターゲットとして囚われ体内に爆弾を埋め込まれた。事件解決後はARESで爆弾の摘出処置を受けたが、体力をかなり消耗し元の生活に戻るには時間がかかる為、聖クレスで働く事になった。体内には過去の遺物である「オーバーブーストユニット」が眠っており、「巨人殺し」のエクスターウインドに狙われる。

### 一哉の両親
大和陽介（やまと ようすけ）
声 - 三木眞一郎
一哉の父親。かつては最強と謳われたエクスターブレイズ、今は一介の絵本作家「カゲロウタロウ（漢字表記は陽炎太郎）」として生きる男。自らの絵本をセルフパロディした小説で中々の人気らしく美尋が熱烈なファンとなっている。
敵であったミスラとは戦いの中で愛が芽生え、最終的には《HERA》の施設から奪い取る形で娶ったとの事。ミスラに隠れていかがわしい物を集めてはおしおきされるが、二人は至って熱愛である。曰く「ミスラがどんな状態でもご機嫌にする技」を持っているらしい。
大和ミスラ（やまと-）
声 - 三石琴乃
一哉の母親。かつては《HERA》でも特に恐れられた女幹部で「ミスラ・ゴッデス」と呼ばれていたが、陽介との大恋愛の末に組織から脱却、現在は専業主婦として生きる女。
その名は脱却して二十余年経った今でも《HERA》に色濃く残っており、聖クレス学園の生徒達にとっては畏怖の対象である。普段は陽介や一哉をしばき回すわがままな性格だが、それでも重要な所ではちゃんと陽介をたてる。自分に都合が悪くなると席を離れる癖がある。現役時代の特技で鞭の扱いに長け、「相手がマゾになるギリギリ手前で痛めつける」事を得意としているらしい。
アーキタイプは不明だが、サラ曰く、「普通の動植物ではない」ほか、生物として「強すぎる」ため、彼女や息子の一哉は「通常の方法では子供が出来ない」という研究結果が出ている。
『黒炎（ブラックサバス）』と呼ばれる黒い炎を発生し攻撃・防御に用いる他ダメージからの回復も可能とする（ただし、体力自体は消耗する）。この能力は「フォールダウン」として息子の一哉に受け継がれた。

### イージス
古森波津斗（こもり はつと）
《イージス》に所属する男。蝙蝠をアーキタイプに持つ実力者で、羽月の父親。
他にも娘はいたらしいが羽月以外は皆亡くなっており、故に羽月には持てる技術の全てを教え込んでいた。《オーバーブースト》を搭載されている。またその手術を受けた際に涼原と出会ったらしく、彼の正体を知っている数少ない人物の一人だった。羽月に涼原の能力を教えたのも波津斗である。
エクスターとの戦いで窮地に追い込まれ、羽月を逃がす為にわざと致命傷を負い、《オーバーブースト》によって異形と化した。だがそれによって自我を失い、波津斗をかばう羽月を傷付ける事となる。

### ARES
蔵方宗治（くらかた そうじ）
比夜と美尋の《神の視点》開発を管理する男。クワガタをアーキタイプに持つ実力者。
傲慢かつ怠慢な性格で、《神の視点》を監修する立ち場にありながら、その責任を放棄していた。だが最近になって突然熱心になり、その裏で陰謀を抱いている。どうやら「日本海沿岸に潜んでいた組織（NYX）」と通じていたらしい。
エクステンドは非常に強固であり、耐久力を最大の特色とする。それに加えて両腕にチェーンソー状の武器を持ち、背の羽は太陽エネルギーを溜めて周囲一帯を熱弾で爆撃する能力を持っている。
八神竜臥（やがみ　りょうが）
八神龍司の実兄。現アレスにおける最強最後の執行人。

### エクスター
エクスターストーム/早坂努（はやさか つとむ）
声 - 鈴木真仁
聖クレス学園を襲った緑のエクスター。戦後生まれの二世で、父親は陽介を一方的にライバル視していたエクスターウインド。
二世にありがちな「悪を倒す事を快楽とする」エクスターであり、性格は陰湿。竜巻を自在に操る能力を持ち、《スフィア・オブ・マイン》で敵を嬲った末に倒す戦い方を好む。一哉に撃退された後も度々登場するが、その度に撃ち落とされる不幸なキャラ。
だが、5巻において羽月と出会った際に、「改造人間は絶対的悪である」という考えを改めるようになり、困っている人を救いたいという意志を見せ、拙いながらも口上も述べてみせた。
エクスターウインド/早坂迅（はやさか じん）
一哉の父・陽介をライバル視していたエクスター。ストームこと、早坂努の父親でエクスターライトニングとコンビを組み、オーバーブーストユニットを搭載した改造人間を専門に狩る「巨人殺し（ティタンブレイカー）」と呼ばれている。
努の性格からして尊敬はされてはいるが、息子の教育はおろそからしい。
エクスターライトニング/伊那崎来夏（いなざき らいか）
ウインドのパートナーで共に「巨人殺し（ティタンブレイカー）」と呼ばれている。《ARES》や《協会》に強力な情報パイプを持ち、情報を集めるのを得意とする。
迅の妻の姉であり、努の伯母にあたる。
エクスターランス
波津斗に致命傷を負わせたエクスター。だがその情報は大抵のエクスターに関する情報を把握していた波津斗も知らない、不審な存在。おそらく「日本海沿岸に潜んでいた組織」の構成員と思われる。《オーバーブースト》した波津斗によって重傷を負い、引退。その後は《ARES》に引き渡され、《神の視点》開発の当て馬にするクローンのモデルとされた。
朝倉零（あさくら れい）
《協会》に属するエクスター。量子とペアを組んでおり、彼女と親しい。
冷徹とも呼べるほどにクールな性格で、改造人間を極度に嫌悪する。また理想論を振りかざして改造人間と共に行動し、しかしその理想論を実現する一哉の事を嫌っている。幼い頃から《協会》の指示に従事し、エクスターに対して厳しい目を向けられる現代社会にあって、活発に行動する。
実はかなりの甘党でその事に気付いた羽月たち「甘いものは正義☆同盟」に引き込まれ、古武羅の助手の様な立場になる。
変身後の姿は、氷を操るエクスターアイシクル。「悪いが口上は省かせてもらう」という本末転倒な口上をもつ。
相摩大吾（そうま だいご）
《協会》において零と量子の上司に当たる存在で、量子の実父。陽介とは現役時代から共闘した戦友。
豪快な巨漢だが、娘である量子を溺愛している。しかし「正義の味方」として厳格な一面も時折のぞかせる。
変身後の姿はエクスターアース。
マスターエグゼリオ
《協会》の指導者にして現存最古のエクスター。今は現役を退き、情報収集と御意見番を勤めている。
エクスターイライザ
エクスターライヴズ
エクスタースフィア
涼原義一
エクスタースーツの考案者であり、第一世代エクスターの「生みの親」と言うべき存在。エグゼリオと並ぶ《協会》の立役者の一人だが、過去に顔面をひどく損傷した為、人付き合いが悪く地下の研究施設に引きこもり新技術の開発に明け暮れている。
シスターヘラの実父であり、太一の祖父。HERAと言う組織も病弱だったヘラに健康な身体を与える為の研究機関だった。一部が暴走した末に世界征服を企む悪の秘密結社になってしまった為、抑止力としてエクスターを生み出した。

### NYX(ニュクス)
ドクターグレイ
元HERAの技術開発分野での幹部。「グレイ（灰色）」の名の通り、「自分の研究」の為なら他人の生き死にも主義主張も関係ない人物。対改造人間用のパワードスーツ《エリシオン》を開発し、改造人間・エクスター・一般社会の「三つ巴（三極構造）」を画策している。その為の戦力としてハイブリッド種『NEXT』をクローン量産して極秘活動による裏工作を行っている。
実は暴走した組織内強硬派が創りだした涼原義一のクローン。
エクスターソード
エクスターボマー
エクスターガンナー
エクスターアクス

## 用語
エクスター
一般社会を護る為に《HERA》と戦う者。いわゆる「正義の変身ヒーロー」。
「変身（エクスチェンジ）」の変身フレーズによって戦闘形態となり、強化された身体能力や固有の特殊能力、そして《スフィア・オブ・マイン》によって戦う。だが心の底から「正義の為、人の為に戦う」エクスターは少数派であり、「悪と戦って倒す事、勝利する事を快楽とする」エクスターが多勢を占めているという実情がある。
《HERA》と真っ向から戦っていた激戦の時代から数十年、当時を知らない二世も多い。
ヒロイックデザイア
歴戦をくぐり抜けたエクスターに発症する「戦闘快楽症」とでも言うべき精神疾病。発症すると戦況を冷静に判断できなくなり、｢不利になればなるほど高揚して戦い続ける」。
作中では一哉の父・陽介（エクスタープレイズ）や量子の父・大吾（エクスターアース）、エクスターウインドにもその兆候がみられる。後にARES側が開発し《協会》側の改良も加えた「抑制薬」によって短時間の戦闘は可能となった。
スフィア・オブ・マイン
通称《S・O・M》。エクスター共通の能力で、発動したエクスターが有利になる空間を作り出す能力。
この中では発動者が著しく強化され、反対に敵対者は能力を制限される。それを解く事が出来るのは発動者本人か、対消滅目的で放たれた《スフィア・オブ・マイン》のみであり、《HERA》からは強力過ぎる反則技として認知されている。
この能力にかまけて修練を怠り、敵を嬲り回すエクスターが多い。
次世代改造人間（リゼンブラ）
《HERA》が長い年月の末に完成させた改造人間。通称「デザイナーズチルドレン」。いわゆる「悪の組織が造った怪人」。
動植物の特性を持つ事による特殊能力や優れた身体能力は元より、修練によってエクステンドを纏い、より戦闘力を高める能力を持っている。だがその弊害なのか、女性の出生率が異常に高く、男性個体が少ない。その為、全ての女性リゼンブラにはプリザーバーという「自分と交配したアーキタイプの能力を受け継いだより強い種を確実に妊娠する」機能を宿している。
光の力場（オルタ・フィールド）
《S・O・M》対抗して生みだされたと言われる技術。光で描いた魔法陣の様な物で攻撃・防御は言うに及ばず、八神竜司の「ドラゴニックスプレッダー」の様な投敵・射出武器の精密操作なども可能とする。
アーキタイプ
次世代改造人間がそれぞれ持つ、モデルとなった動植物の事。
これによって次世代改造人間が持つ特色が決まり、エクステンドもこれを模した形となる。これを持つ事は優れた能力を有すると共に一種のステータスであり、持たない者は能力も半端な「ロークラス」と称され、それ以下の者は「スレイヴ」と呼ばれる。
オーバーブースト
過去の大戦時末期、劣勢に立たされたHARAが採用した特殊内蔵ユニット。体内機関を暴走させて肉体を巨大化させ、攻撃力・耐久力・瞬発力・回復力を大幅に向上させる。
戦況の悪化からある一時期に改造された者にはデフォルトで搭載され、「寿命以外の搭載者の死」で自動的に発動する。２０数年経た現在では分離・摘出も不可能なほどに同化している。
エクステンド
次世代改造人間共通の能力で、その能力を高めた戦闘形態。
個々のアーキタイプを模した外骨格で全身を覆う。非常に強力だが、発動には個人差があり、生まれた時から使える者もいれば、成長が止まった事で習得不能と診断される者もいる。
神の視点（プロヴィデンス・ビュー）
次世代改造人間をより強化する為の新システム。
《シェアリング》した相手の感覚や生体エネルギーを吸収する事により、死角の無い感覚と強力な身体能力を得る。ただしそれには《共鳴源》という先天能力と、《シェアリング》で結ばれた相手との信頼関係が必要である。
《シェアリング》した相手の感覚や生体エネルギーを吸収する事により、その相手は次第に感覚や生体エネルギーが衰え、最終的には衰弱死するという弊害がある。
共鳴源（レゾナンス・オリジン）
極低確率で発生する次世代改造人間の先天性能力。
保有者の周囲にいる改造人間を一時的に支配する能力で、《神の視点》を搭載するにはこれが必要。
共鳴波（レゾナンス・ウェーブ）
NYXが捏造工作の際に使用する特殊な波長の音波。この影響下においては改造人間、特にあまり高度な訓練や実戦経験を積んでいない個体は暴走しやすくなる。
NEXT(ネクスト)
エクスターと改造人間の力を併せ持つ「ハイブリッド種」。大和一哉の様に「両親の純粋な愛情から産まれた者」と「拉致された改造人間との人工交配で造られた者」の二種に大別されるが、現時点で確認されているNEXTは大和一哉を除き、Dr.グレイによって作られた「人工交配種とそのクローン」のみ。

### 組織・団体
HERA（ヘラ）
正式名称は「Human Evolutionary Research Agency」、直訳して「人類進化研究機関」。いわゆる「悪の秘密結社」。
「より優れた新人類を開発する」という名目の元に動植物の特性を備えた改造人間を製造し、その検証として改造人間達を一般社会に解き放ち、そして回収して来た情報を元により優れた改造人間を製造していた。だが対抗勢力として造られたエクスターによって激戦の末に壊滅的被害を受け、現在はほぼ沈静化。全体としてはエクスターや一般社会との宥和を主としている。だが中には、未だエクスターを厭み、より強い力を開発して掃討しようとする者も根強い。
聖クレス学園（せい - がくえん）
《HERA》が設立した次世代改造人間養成機関。簡単に言えば「改造人間の学校」。
次世代改造人間達はここで能力を高め、成長する。また宥和政策の象徴とも言える機関であり、校内では改造人間の能力を社会奉仕に用いるミッションが度々行われている。
イージス
《HERA》の機関で、専ら聖クレス学園を擁護する為に行動する偵察部隊。
波津斗や羽月はここに所属している。その任務内容から現代でも前線で戦う事の多い部隊であり、聖クレス学園の生徒からは畏敬の目で見られている。
ARES（アレス）
激戦時代後に設立された、《HERA》の中枢機関。
「より優れた改造人間を製造する」という《HERA》本来の目的を色濃く残したものであり、一般社会のみならず、《HERA》内部でもそれを知る者は少ない。《神の視点》開発を行っていたのもここ。
『協会』（きょうかい）
HERAとの戦いののち、エクスター同士の相互扶助などを目的として設立された団体。リーダーは現・最古のエクスター「マスター・エグゼリオ」。
NYX（ニュクス）
かつてHERAに在籍していた科学者「ドクターグレイ」が関わる組織。表向きは対改造人間用の戦闘スーツ《エリシオン》を開発した団体だが、裏ではNEXTの量産や各地での捏造工作等を行っている。
エリシオン
NYXが開発した「対改造人間用戦闘装備」でエクスターを模したパワードスーツ。各地の自治体や自警団に販売される。各種火器を内蔵し高い攻撃力を持つ半面、防御装備はおろそかで安全性が低い物も多い。全てがそうなのか購入した団体によって仕様に差があるのかは不明。

## 既刊一覧
- 織田兄第（著） / うき（イラスト） 『EX!』 ソフトバンククリエイティブ〈GA文庫〉、全15巻
  1. 2007年2月15日発売[7]、ISBN 978-4-7973-4051-8
  2. 2007年5月15日発売[8]、ISBN 978-4-7973-4253-6
  3. 2007年9月15日発売[9]、ISBN 978-4-7973-4474-5
  4. 2008年2月15日発売[10]、ISBN 978-4-7973-4539-1
  5. 2008年5月15日発売[11]、ISBN 978-4-7973-4862-0
  6. 2008年8月15日発売[12]、ISBN 978-4-7973-4928-3
  7. 2008年12月15日発売[13]、ISBN 978-4-7973-5174-3
  8. 2009年5月15日発売[14]、ISBN 978-4-7973-5466-9
  9. 2009年9月15日発売[15]、ISBN 978-4-7973-5669-4
  10. 2010年3月15日発売[16]、ISBN 978-4-7973-5888-9
  11. 2010年7月15日発売[17]、ISBN 978-4-7973-6012-7
  12. 2011年1月15日発売[18]、ISBN 978-4-7973-6362-3
  13. 2011年6月15日発売[19]、ISBN 978-4-7973-6516-0
  14. 2012年6月15日発売[20]、ISBN 978-4-7973-6986-1
  15. 2012年6月15日発売[21]、ISBN 978-4-7973-6987-8

## 関連商品
- 『ドラマCD EX!』（フロンティアワークス、2008年7月24日） FCCN-0037